# Hiệp hội các quốc gia Đông Nam Á

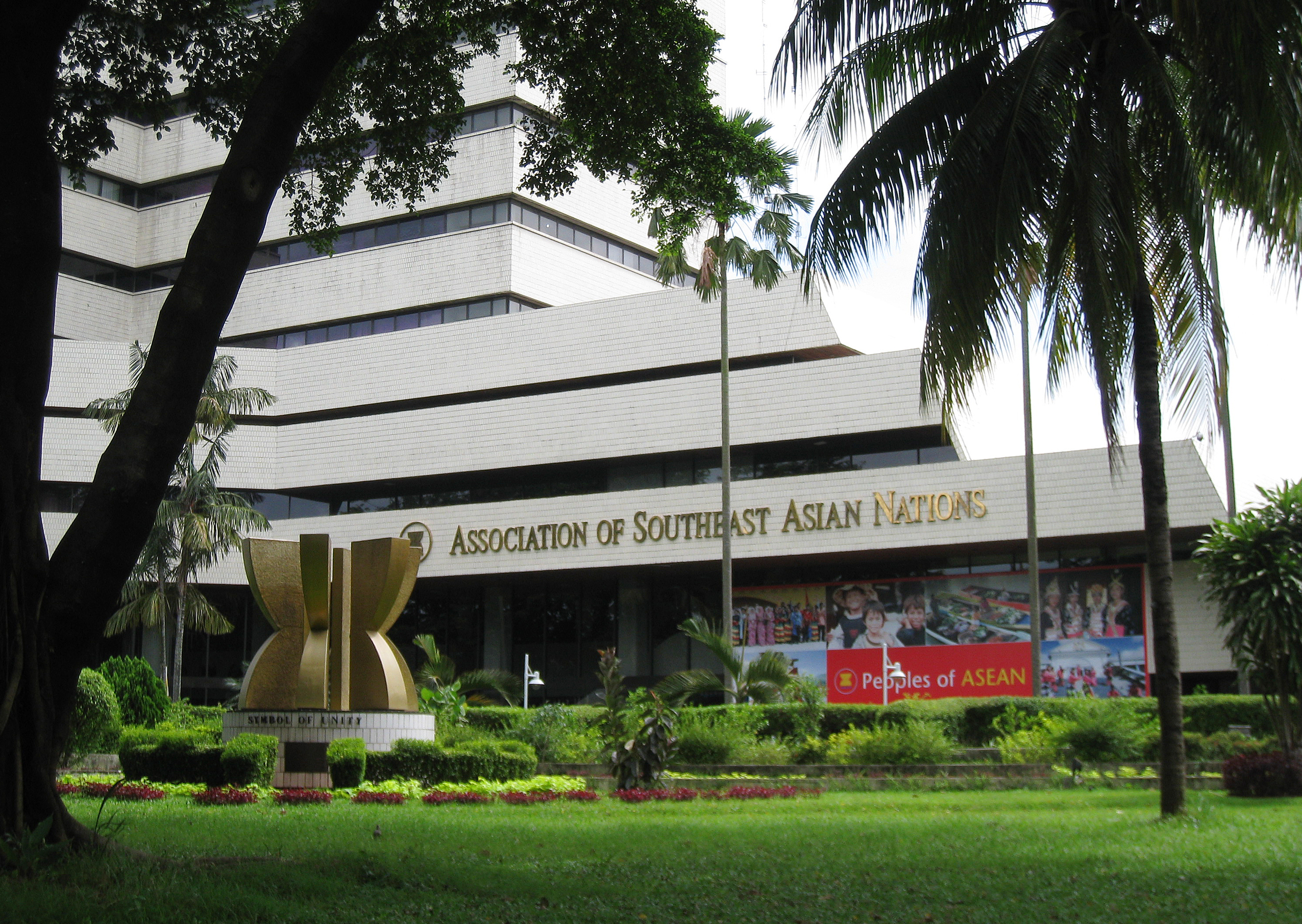
ASEAN tại đại lộ Jalan Sisingamangaraja No.70A, Nam Jakarta, Indonesia.

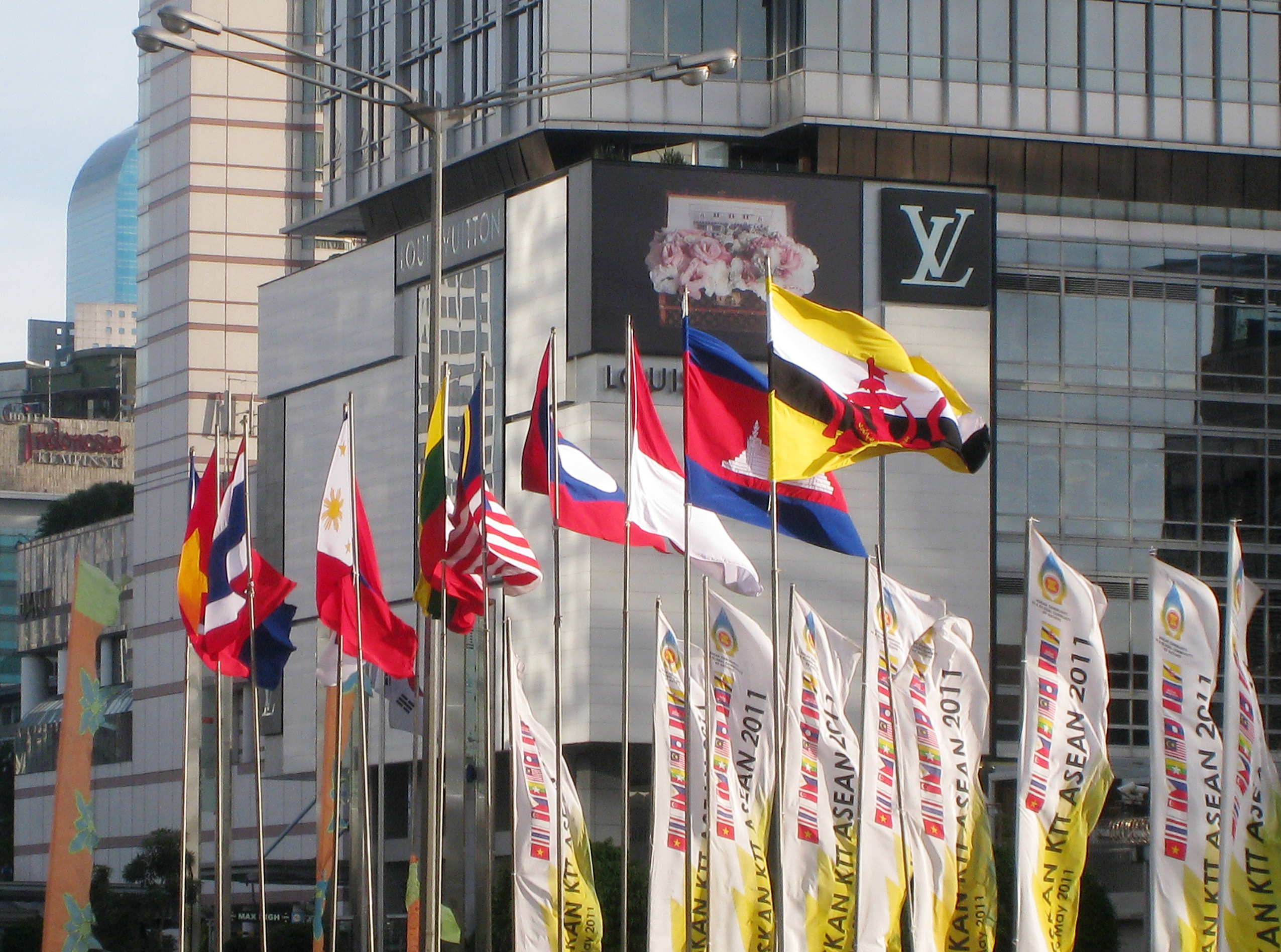
Quốc kỳ của 10 nước thành viên ASEAN. Từ phải qua: Brunei, Campuchia, Indonesia, Lào, Malaysia, Myanmar, Philippines, Singapore, Thái Lan, Việt Nam

Hiệp hội các quốc gia Đông Nam Á (tiếng Anh: Association of Southeast Asian Nations, viết tắt: ASEAN) là một tổ chức kinh tế, văn hóa và xã hội của các quốc gia trong khu vực Đông Nam Á.
ASEAN được thành lập vào ngày 8 tháng 8 năm 1967. Những thành viên đầu tiên của Hiệp hội bao gồm Thái Lan, Indonesia, Malaysia, Singapore và Philippines, nhằm biểu hiện tinh thần đoàn kết giữa các nước trong cùng khu vực với nhau, đồng thời hợp tác chống tình trạng báo động và bất ổn tại những nước thành viên. Sau Hội nghị Bali năm 1976, ASEAN xúc tiến chương trình cộng tác kinh tế, nhưng các nỗ lực đều đi đến bế tắc vào giữa thập niên 1980. Phải đợi đến năm 1991, khi Thái Lan đề xuất thành lập khu vực thương mại tự do thì Khu vực Mậu dịch Tự do ASEAN mới hình thành. Hàng năm, các nước thành viên đều luân phiên tổ chức các cuộc hội họp chính thức để tăng cường hợp tác. Hiện tại, ASEAN gồm có 10 quốc gia thành viên: Brunei, Campuchia, Lào, Indonesia, Malaysia, Myanmar, Philippines, Singapore, Thái Lan, Việt Nam. Hai quốc gia bày tỏ ý muốn gia nhập ASEAN là Đông Timor và Papua New Guinea hiện đang giữ vai trò quan sát viên.
ASEAN có diện tích đất 4,46 triệu km², chiếm 3% tổng diện tích đất của Trái Đất, và có dân số khoảng 600 triệu người, chiếm 8,8% dân số thế giới. Vùng biển của ASEAN có diện tích gấp ba lần so với diện tích đất. Năm 2018, tổng GDP ước tính của tất cả các quốc gia ASEAN lên tới xấp xỉ 2,92 nghìn tỷ USD. Nếu coi ASEAN là một thực thể duy nhất thì thực thể này sẽ xếp hạng 5 trong số các nền kinh tế lớn nhất thế giới theo GDP thực tế, sau Mỹ, Trung Quốc, Nhật Bản, Đức. Dự kiến đến năm 2030, thực thể này có thể vươn lên thứ 4 thế giới.
Vào ngày 31 tháng 12 năm 2015, Cộng đồng Kinh tế ASEAN (ASEAN Economic Community – AEC) được thành lập. Đánh dấu một cột mốc quan trọng trong quá trình hội nhập kinh tế khu vực Đông Nam Á. Mục tiêu của AEC là tạo ra một thị trường và cơ sở sản xuất chung, nâng cao năng lực cạnh tranh khu vực, thúc đẩy phát triển kinh tế công bằng, và hội nhập ASEAN sâu hơn vào nền kinh tế toàn cầu.
Sự thành lập AEC là kết quả của nhiều năm lập kế hoạch và cam kết. Lộ trình AEC đầu tiên được thông qua vào năm 2007 tại Hội nghị Cấp cao ASEAN lần thứ 13, cung cấp một kế hoạch toàn diện để đạt được hội nhập kinh tế. Năm 2015, Lộ trình AEC 2025 được thông qua nhằm hướng dẫn sự phát triển của cộng đồng từ năm 2016 đến năm 2025, tập trung vào các lĩnh vực như kết nối nâng cao, hợp tác ngành, và một ASEAN kiên cường, bao trùm và hướng đến người dân.

## Lịch sử
Tiền thân của ASEAN là tổ chức có tên Hiệp hội Đông Nam Á (Association of Southeast Asia, gọi tắt ASA). ASA là một liên minh thành lập năm 1961 gồm Philippines, Malaysia và Thái Lan. Ngày 8 tháng 8 năm 1967, khi các Ngoại trưởng của 5 quốc gia –  Indonesia, Malaysia, Philippines, Singapore, và Thái Lan –  gặp gỡ tại Bộ Ngoại giao Thái Lan ở Bangkok đã ra Tuyên bố ASEAN, thường được gọi là Tuyên bố Bangkok, để nhập ASA cùng với Indonesia và Singapore thành ASEAN. 5 ngoại trưởng –  Adam Malik của Indonesia, Narciso Ramos của Philippines, Abdul Razak của Malaysia, S. Rajaratnam của Singapore, và Thanat Khoman của Thái Lan –  được coi là những sáng lập viên của tổ chức này.
3 động lực tạo ra ASEAN là mục đích xây dựng đất nước và mục tiêu phát triển kinh tế, chính trị và an ninh. Các quốc gia trong vùng khi đã mất tin tưởng vào các cường quốc bên ngoài đã tìm đến nhau trong bối cảnh của thập niên 1960 để hỗ trợ lẫn nhau. Đối với Indonesia, thì nước này còn có tham vọng bá chủ trong khu vực, trong khi Malaysia và Singapore thì lại muốn dùng ASEAN để kiềm chế Indonesia, đưa nước này vào một khuôn khổ mang tính hợp tác hơn. Khác với Liên minh châu Âu với mô hình phân giảm quyền hành tập trung ở mỗi quốc gia, ASEAN có mục đích bảo vệ và chấn hưng chủ nghĩa quốc gia.
Năm 1976, Papua New Guinea được trao quy chế quan sát viên. Trong suốt thập niên 1970, tổ chức này bám vào một chương trình hợp tác kinh tế, sau Hội nghị thượng đỉnh Bali năm 1976. Nó đã giảm giá trị hồi giữa thập niên 80 và chỉ được hồi phục khoảng năm 1991 nhờ một đề xuất của Thái Lan về một khu vực tự do thương mại cấp vùng. Sau đó khối này mở rộng khi Brunei trở thành thành viên thứ 6 sau khi gia nhập ngày 8 tháng 1 năm 1984, chỉ một tuần sau khi họ giành được độc lập ngày 1 tháng 1.
Ngày 28 tháng 7 năm 1995, Việt Nam trở thành thành viên thứ 7. Lào và Myanmar gia nhập ngày 23 tháng 7 năm 1997. Campuchia đã dự định gia nhập cùng Lào và Myanmar, nhưng bị trị hoãn vì cuộc tranh giành chính trị nội bộ. Nước này sau đó gia nhập ngày 30 tháng 4 năm 1999, sau khi đã ổn định chính phủ.
Trong thập niên 1990, khối có sự gia tăng cả về số thành viên cũng như khuynh hướng tiếp tục hội nhập. Năm 1990, Malaysia đề nghị thành lập một Diễn đàn Kinh tế Đông Á gồm các thành viên hiện tại của ASEAN và Trung Quốc, Nhật Bản và Hàn Quốc, với mục tiêu cân bằng sự gia tăng ảnh hưởng của Hoa Kỳ tại Tổ chức Hợp tác Kinh tế châu Á Thái Bình Dương (APEC) cũng như tại vùng châu Á như một tổng thể. Tuy nhiên, đề xuất này đã thất bại bởi nó gặp sự phản đối mạnh mẽ từ Nhật Bản và Hoa Kỳ. Dù vậy, các quốc gia thành viên tiếp tục làm việc để hội nhập sâu hơn. Năm 1992, kế hoạch Biểu thuế Ưu đãi chung (CEPT) được ký kết như một thời gian biểu cho việc từng bước huỷ bỏ các khoản thuế và như một mục tiêu tăng cường lợi thế cạnh tranh của vùng như một cơ sở sản xuất hướng tới thị trường thế giới. Điều luật này sẽ hoạt động như một khuôn khổ cho Khu vực Tự do Thương mại ASEAN. Sau cuộc Khủng hoảng Tài chính Đông Á năm 1997, một sự khôi phục lại đề nghị của Malaysia được đưa ra tại Chiang Mai, được gọi là Sáng kiến Chiang Mai, kêu gọi sự hội nhập tốt hơn nữa giữa các nền kinh tế của ASEAN cũng như các quốc gia ASEAN+3 (Trung Quốc, Nhật Bản, và Hàn Quốc).
Bên cạnh việc cải thiện nền kinh tế của mỗi quốc gia thành viên, khối hiệp ước cũng tập trung trên hoà bình và sự ổn định của khu vực. Ngày 15 tháng 12 năm 1995, Hiệp ước Đông Nam Á Không Vũ khí hạt nhân đã được ký kết với mục tiêu biến Đông Nam Á trở thành Vùng Không Vũ khí hạt nhân. Hiệp ước có hiệu lực ngày 28 tháng 3 năm 1997 nhưng mới chỉ có một quốc gia thành viên phê chuẩn nó. Nó hoàn toàn có hiệu lực ngày 21 tháng 6 năm 2001, sau khi Philippines phê chuẩn, cấm hoàn toàn mọi loại vũ khí hạt nhân trong vùng.
Sau khi thế kỷ XXI bắt đầu, các vấn đề chuyển sang khuynh hướng môi trường hơn. Tổ chức này bắt đầu đàm phán các thoả thuận về môi trường. Chúng bao gồm việc ký kết Thoả thuận về Ô nhiễm Khói bụi Xuyên biên giới ASEAN năm 2002 như một nỗ lực nhằm kiểm soát ô nhiễm khói bụi ở Đông Nam Á. Không may thay, nó không thành công vì những vụ bùng phát khói bụi Malaysia năm 2005 và khói bụi Đông Nam Á năm 2006. Các hiệp ước môi trường khác do tổ chức này đưa ra gồm Tuyên bố Cebu về An ninh Năng lượng Đông Á, the ASEAN-Wildlife Enforcement Network in 2005, và Đối tác châu Á Thái Bình Dương về Phát triển Sạch và Khí hậu, cả hai đều nhằm giải quyết những hiệu ứng có thể xảy ra từ sự thay đổi khí hậu. Thay đổi khí hậu cũng là vấn đề được quan tâm hiện nay.
Trong Hiệp ước Bali II năm 2003, ASEAN đã tán thành khái niệm hoà bình dân chủ, có nghĩa là mọi thành viên tin rằng các quá trình dân chủ sẽ thúc đẩy hoà bình và ổn định trong khu vực. Tương tự, các thành viên phi dân chủ đều đồng ý rằng đây là điều mà mọi quốc gia thành viên đều mong muốn thực hiện.
Các lãnh đạo của mỗi nước, đặc biệt là Mahathir Mohamad của Malaysia, cũng cảm thấy sự cần thiết hội nhập hơn nữa của khu vực. Bắt đầu từ năm 1997, khối đã thành lập các tổ chức bên trong khuôn khổ của họ với mục tiêu hoàn thành tham vọng này. ASEAN+3 là tổ chức đầu tiên trong số đó được thành lập để cải thiện những quan hệ sẵn có với Trung Quốc, Nhật Bản và Hàn Quốc. Tiếp đó là Hội nghị cấp cao Đông Á còn rộng lớn hơn, bao gồm tất cả các nước trên cùng Ấn Độ, Úc và New Zealand. Nhóm mới này hoạt động như một điều kiện tiên quyết cho Cộng đồng Đông Á đã được lên kế hoạch, dự định theo mô hình của Cộng đồng châu Âu hiện đã không còn hoạt động nữa. Nhóm Nhân vật Nổi bật ASEAN đã được tạo ra để nghiên cứu những thành công và thất bại có thể xảy ra của chính sách này cũng như khả năng về việc soạn thảo một Hiến chương ASEAN.
Năm 2006, ASEAN được trao vị thế quan sát viên của Đại hội đồng Liên hiệp quốc. Đổi lại, tổ chức này trao vị thế "đối tác đối thoại" cho Liên hiệp quốc. Hơn nữa, ngày 23 tháng 7 năm đó, José Ramos-Horta, khi ấy là Thủ tướng Đông Timor, đã ký một yêu cầu chính thức về vị thế thành viên và hy vọng quá trình gia nhập sẽ kết thúc ít nhất năm năm trước khi nước này khi ấy đang là một quan sát viên trở thành một thành viên chính thức.
Năm 2007, ASEAN kỷ niệm lần thứ 40 ngày khởi đầu, và 30 năm quan hệ ngoại giao với Hoa Kỳ. Ngày 26 tháng 8 năm 2007, ASEAN nói rằng các mục tiêu của họ là hoàn thành mọi thoả thuận tự do thương mại của Tổ chức này với Trung Quốc, Nhật Bản, Hàn Quốc, Ấn Độ, Úc và New Zealand vào năm 2013, vùng với việc thành lập Cộng đồng Kinh tế ASEAN vào năm 2015. Tháng 11 năm 2007 các thành viên ASEAN đã ký Hiến chương ASEAN, một điều luật quản lý mọi quan hệ bên trong các thành viên ASEAN và biến ASEAN thành một thực thể luật pháp quốc tế. Cùng trong năm ấy, Tuyên bố Cebu về An ninh Năng lượng Đông Á tại Cebu ngày 15 tháng 1 năm 2007, của ASEAN và các thành viên khác của EAS (Úc, Trung Quốc, Ấn Độ, Nhật Bản, New Zealand, Hàn Quốc), khuyến khích an ninh năng lượng bằng cách tài trợ vốn cho các nghiên cứu về năng lượng thay thế cho các loại nhiên liệu quy ước.
Ngày 27 tháng 2 năm 2009, một Thỏa thuận Tự do Thương mại giữa 10 quốc gia thành viên khối ASEAN và New Zealand cùng đối tác thân cận của họ là Úc đã được ký kết, ước tính rằng thỏa thuận này sẽ làm tăng GDP của 12 quốc gia lên thêm hơn 48 tỷ USD trong giai đoạn 2000–2020.

## Các thành viên

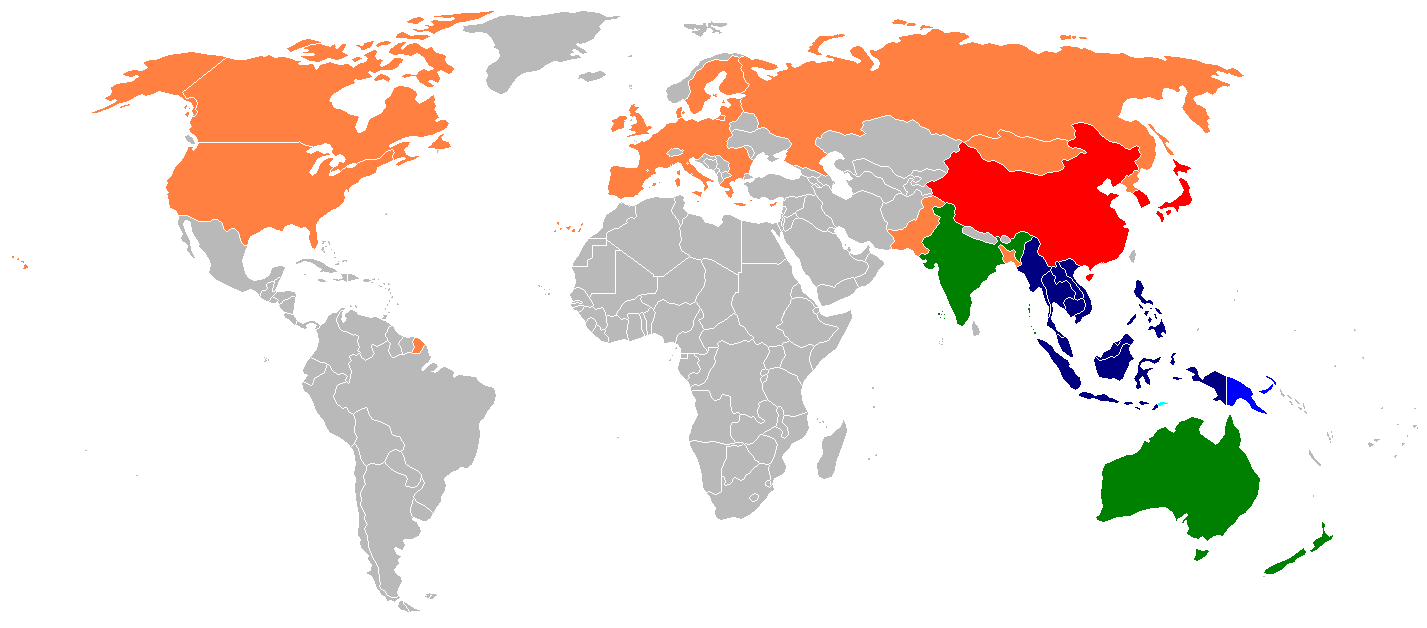
██ Thành viên đầy đủ ASEAN
██ Quan sát viên ASEAN
██ Ứng cử viên ASEAN và gia nhập ASEAN
██ ASEAN + 3
███ Hội nghị cấp cao Đông Á
██████ Diễn đàn Khu vực ASEAN

Hiện nay, tổ chức này gồm 10 quốc gia thành viên được liệt kê theo ngày gia nhập:
- Các quốc gia sáng lập (ngày 8 tháng 8 năm 1967):
  -  Cộng hòa Indonesia
  -  Malaysia
  -  Cộng hòa Philippines
  -  Cộng hòa Singapore
  -  Vương quốc Thái Lan
- Các quốc gia gia nhập sau:
  -  Nhà nước Brunei Darussalam (ngày 8 tháng 1 năm 1984)
  -  Cộng hòa Xã hội chủ nghĩa Việt Nam (ngày 28 tháng 7 năm 1995)
  -  Cộng hòa Dân chủ Nhân dân Lào (ngày 23 tháng 7 năm 1997)
  -  Cộng hòa Liên bang Myanmar (ngày 23 tháng 7 năm 1997)
  -  Vương quốc Campuchia (ngày 30 tháng 4 năm 1999)

Ứng viên xin gia nhập, hiện đang là quan sát viên:
- Nhà nước Độc lập Papua New Guinea (quan sát viên từ năm 1976)
- Cộng hòa Dân chủ Timor-Leste (quan sát viên từ năm 2022)

## Cơ cấu tổ chức
Bộ máy hoạt động của ASEAN được quy định như sau:
1. Hội nghị cấp cao ASEAN (ASEAN Summit): Đây là cơ quan quyền lực cao nhất của hiệp hội, họp chính thức 2 năm/lần.
2. Hội nghị Bộ trưởng Ngoại giao ASEAN (ASEAN Ministerial Meeting – AMM): theo Tuyên bố Băng Cốc năm 1967, AMM là hội nghị hàng năm của các Bộ trưởng Ngoại giao ASEAN có trách nhiệm đề ra và phối hợp các hoạt động của ASEAN, có thể họp không chính thức khi cần thiết.
3. Hội nghị Bộ trưởng Kinh tế ASEAN (ASEAN Economic Ministers – AEM):AEM họp chính thức hàng năm và có thể họp không chính thức khi cần thiết. Trong AEM có hội đồng AFTA được thành lập theo quyết định của hội nghị cấp cao ASEAN lần thứ 4 tại Singapore.
4. Hội nghị Bộ trưởng các ngành: Hội nghị Bộ trưởng của một ngành trong hợp tác kinh tế ASEAN sẽ được tổ chức khi cần thiết để thảo luận sự hợp tác trong ngành cụ thể đó. Hiện có Hội nghị Bộ trưởng năng lượng, Hội nghị Bộ trưởng Nông nghiệp, Lâm nghiệp. Các Hội nghị Bộ trưởng ngành có trách nhiệm báo cáo lên AEM.
5. Các hội nghị bộ trưởng khác: Hội nghị Bộ trưởng của các lĩnh vực hợp tác ASEAN khác như y tế, môi trường, lao động, phúc lợi xã hội, giáo dục, khoa học và công nghệ, thông tin, luật pháp có thể được tiến hành khi cần thiết để điều hành các chương trình hợp tác trong các lĩnh vực này.
6. Hội nghị liên Bộ trưởng (Join Ministerial Meeting – JMM): JMM được tổ chức khi cần thiết để thúc đẩy sự hợp tác giữa các ngành và trao đổi ý kiến về hoạt động của ASEAN. JMM bao gồm các Bộ trưởng Ngoại giao và Bộ trưởng Kinh tế ASEAN.
7. Tổng Thư ký ASEAN: Được những Người đứng đầu Chính phủ ASEAN bổ nhiệm theo khuyến nghị của Hội nghị AMM với nhiệm kỳ là 3 năm và có thể gia hạn thêm, nhưng không quá một nhiệm kỳ nữa; có hàm Bộ trưởng với quyền hạn khởi xướng, khuyến nghị và phối hợp các hoạt động của ASEAN, nhằm giúp nâng cao hiệu quả các hoạt động và hợp tác của ASEAN. Tổng thư ký ASEAN được tham dự các cuộc họp các cấp của ASEAN, chủ toạ các cuộc họp của ASC thay cho Chủ tịch ASC trừ phiên họp đầu tiên và cuối cùng. Tổng thư ký hiện nay là ông Lâm Ngọc Huy (Lim Jock Hoi) cựu Bí thư thường trực Bộ Ngoại thương Brunei.
8. Ủy ban thường trực ASEAN (ASEAN Standing Committee – ASC): ASC bao gồm chủ tịch là Bộ trưởng Ngoại giao của nước đăng cai Hội nghị AMM sắp tới, Tổng Thư ký ASEAN và Tổng Giám đốc của các Ban thư ký ASEAN quốc gia. ASC thực hiện công việc của AMM trong thời gian giữa 2 kỳ họp và báo cáo trực tiếp cho AMM.
9. Cuộc họp các quan chức cao cấp (Senior Officials Meeting – SOM): SOM được chính thức coi là một bộ phận của cơ cấu trong ASEAN tại Hội nghị Cấp cao ASEAN lần thứ 3 tại Manila 1987. SOM chịu trách nhiệm về hợp tác chính trị ASEAN và họp khi cần thiết; báo cáo trực tiếp cho AMM.
10. Cuộc họp các quan chức kinh tế cao cấp (Senior Economic Officials Meeting – SEOM): SEOM cũng đã được thể chế hoá chính thức thành một bộ phận của cơ cấu ASEAN tại Hội nghị Cấp cao Manila 1987. Tại hội nghị Cấp cao ASEAN 4 năm 1992, 5 uỷ ban kinh tế ASEAN đã bị giải tán và SEOM được giao nhiệm vụ theo dõi tất cả các hoạt động trong hợp tác kinh tế ASEAN. SEOM họp thường kỳ và báo cáo trực tiếp cho AEM.
11. Cuộc họp các quan chức cao cấp khác: Ngoài ra có các cuộc họp các quan chức cao cấp về môi trường,ma tuý cũng như của các uỷ ban chuyên ngành ASEAN như phát triển xã hội, khoa học và công nghệ, các vấn đề công chức, văn hoá và thông tin. Các cuộc họp này báo cáo cho ASC và Hội nghị các Bộ trưởng liên quan.
12. Cuộc họp tư vấn chung (Joint Consultative Meeting – JCM): Cơ chế họp JCM bao gồm Tổng thư ký ASEAN, SOM, SEOM, các Tổng giám đốc ASEAN. JCM được triệu tập khi cần thiết dưới sự chủ toạ của Tổng Thư ký ASEAN để thúc đẩy sự phối hợp giữa các quan chức liên ngành. Tổng Thư ký ASEAN sau đó thông báo kết quả trực tiếp cho AMM và AEM.
13. Các cuộc họp của ASEAN với các bên đối thoại: ASEAN có 11 bên đối thoại: Úc, Canada, EU, Nhật Bản, Hàn Quốc, New Zealand, UNDP, Nga, Trung Quốc, Ấn Độ, Mỹ.ASEAN cũng đối thoại theo từng lĩnh vực với Pakistan.

Trước khi có cuộc họp với các Bên đối thoại, các nước ASEAN tổ chức cuộc họp trù bị để phối hợp có lập trường chung. Cuộc họp này do quan chức cao cấp của nước điều phối (Coordinating Country) chủ trì và báo cáo cho ASC.
1. Ban thư ký ASEAN quốc gia: Mỗi nước thành viên ASEAN đều có Ban thư ký quốc gia đặt trong bộ máy của Bộ Ngoại giao để tổ chức, thực hiện và theo dõi các hoạt động liên quan đến ASEAN của nước mình. Ban thư ký quốc gia do một Tổng Vụ trưởng phụ trách.

1. Ủy ban ASEAN ở các nước thứ ba: Nhằm mục đích tăng cường trao đổi và thúc đẩy mối quan hệ giữa ASEAN với bên đối thoại đó và các tổ chức quốc tế ASEAN thành lập các uỷ ban tại các nước đối thoại. Ủy ban này gồm những người đứng đầu các cơ quan ngoại giao của các nước ASEAN tại nước sở tại. Hiện có 10 Ủy ban ASEAN tại: Bonn (Đức), Brussel (Bỉ), Canberra (Úc), Genève (Thụy Sĩ), Luân Đôn (Anh), Ottawa (Canada), Paris (Pháp), Seoul (Hàn Quốc), Washington, D.C., (Hoa Kỳ), Wellington (New Zealand).
2. Ban thư ký ASEAN: Ban thư ký ASEAN được thành lập theo Hiệp định ký tại Hội nghị Cấp cao lần thứ hai Bali,1976 tăng cường phối hợp thực hiện các chính sách, chương trình và các hoạt động giữa các bộ phận khác nhau trong ASEAN, phục vụ các hội nghị của ASEAN.

## Phương thức ASEAN
Trong thập niên 1960, sự thúc đẩy giải thực đã mang lại chủ quyền cho Indonesia và Malaysia cùng các quốc gia khác. Bởi việc xây dựng quốc gia luôn là khó khăn và dễ gặp sự can thiệp từ bên ngoài, giới cầm quyền muốn được tự do thực hiện các chính sách độc lập, với nhận thức rằng các nước láng giếng sẽ kiềm chế không can thiệp vào công việc nội bộ của họ. Về lãnh thổ, các thành viên nhỏ như Singapore và Brunei luôn lo ngại về các biện pháp bạo lực và cưỡng bức từ các nước láng giềng lớn hơn như Indonesia và Malaysia. "Thông qua đối thoại chính trị và xây dựng lòng tin, căng thẳng sẽ không leo thang thành đối đầu bạo lực trong các quốc gia thành viên ASEAN từ khi nó được thành lập hơn ba thập niên trước".
Phương thức ASEAN có thể truy nguồn gốc từ việc ký kết Hiệp ước Thân thiện và Hợp tác ở Đông Nam Á. "Các nguyên tắc nền tảng được thông qua trong hiệp ước này gồm: tôn trọng lẫn nhau về độc lập, chủ quyền, bình đẳng, tính toàn vẹn lãnh thổ, và bản sắc quốc gia của tất cả các nước; quyền của mọi Nhà nước duy trì sự tồn tại quốc gia của mình không gặp trở ngại từ sự can thiệp, phá hoại, cưỡng bức từ bên ngoài; không can thiệp vào công việc nội bộ của nhau; giải quyết các khác biệt hay tranh chấp bằng biện pháp hoà bình; từ bỏ đe dọa hay sử dụng bạo lực; và hợp tác có hiệu quả với nhau".
Ngoài mặt, quá trình tư vấn và đồng thuận được cho là một cách tiếp cận trong việc đưa ra quyết định, nhưng Phương thức ASEAN đã được điều khiển thông qua những tiếp xúc thân cận giữa các cá nhân chỉ trong giới lãnh đạo, họ thường cùng chần chừ trong việc định chế hoá và pháp điển hoá sự hợp tác, có thể làm tổn hại tới sự kiểm soát của chế độ của họ với việc tiến hành hợp tác trong vùng. Vì thế, tổ chức có một vị thư ký điều hành.
Tất cả các đặc tính trên, nói gọn là không can thiệp, không chính thức, tối thiểu hoá việc định chế hoá, tư vấn và đồng thuận, không sử dụng vũ lực và không đối đầu đã tạo thành cái được gọi là Phương thức ASEAN.
Từ cuối thập niên 1990, nhiều học giả đã cho rằng nguyên tắc không can thiệp đã làm tổn hại tới những nỗ lực của ASEAN trong việc giải quyết vấn đề Myanmar, vi phạm nhân quyền và ô nhiễm khói bụi trong vùng. Tuy nhiên, với cách tiếp cận dựa trên đồng thuận, mọi thành viên trên thực tế đều có quyền phủ quyết và các quyết định thường bị giảm xuống mức mẫu thức chung thấp nhất. Có một sự tin tưởng rộng rãi rằng các thành viên ASEAN phải có một quan điểm ít cứng nhắc hơn về hai nguyên tắc chủ yếu này khi họ muốn được coi là một cộng đồng liên kết chặt chẽ và có liên quan.

### Chính sách
Dù các cuộc thảo luận Track II thỉnh thoảng được nêu ra như những ví dụ về sự liên quan của xã hội dân sự trong quá trình đưa ra quyết định cấp vùng của các chính phủ và các bên thứ hai khác, các tổ chức phi chính phủ hiếm khi tiếp cận được với nó, tuy nhiên những người tham gia từ các cộng đồng hàn lâm là một nhóm 12 cố vấn. Tuy nhiên, những cố vấn này, trong hầu hết các trường hợp, có kết nối chặt chẽ với các chính phủ của họ, và sự phụ thuộc vào nguồn tài chính của chính phủ cho các hoạt động hàn lâm và liên quan tới chính sách đó, và nhiều công việc trong Track II đã từng có trải nghiệm quá trình quan liêu. Những gợi ý của họ, đặc biệt trong việc hội nhập kinh tế, thường gần gũi với các quyết định của ASEAN hơn là lập trường của phần còn lại của xã hội dân sự.
Track hoạt động như một diễn đàn cho xã hội dân sự ở Đông Nam Á được gọi là Track III. Những người tham gia Track III nói chung là các nhóm dân sự xã hội đại diện cho một ý tưởng hay nhóm riêng biệt. Các mạng lưới của Track III tuyên bố đại diện cho các cộng đồng và những người phần lớn ở bên ngoài các trung tâm quyền lực chính trị và không có khả năng thực hiện thay đổi hữu ích mà không có sự hỗ trợ từ bên ngoài. Track này tìm cách gây ảnh hưởng trực tiếp tới các chính sách của chính phủ bằng cách lobby, tạo áp lực qua truyền thông. Những người tham gia Track III cũng tổ chức và/hay tham gia các cuộc họp cũng như các hội nghị để tiếp cận với các quan chức của Track I.
Xem xét ba Track, rõ ràng cho tới hiện tại, ASEAN đã được điều hành bởi các quan chức chính phủ, những người khi mà các vấn đề ASEAN, Tiến sĩ Susilo Bambang Yudhoyono đã thừa nhận:
"Tất cả các quyết định về các hiệp ước, và khu vực tự do thương mại, về các tuyên bố và các kế hoạch hành động, đều do các Lãnh đạo chính phủ, các bộ trưởng và quan chức cao cấp thực hiện. Và thực tế rằng trong đông đảo đại chúng, có ít sự hiểu biết, chưa nói tới sự đánh giá, về những sáng kiến lớn mà ASEAN đang thực hiện thay mặt cho họ." 

## Các cuộc họp

### Hội nghị cấp cao ASEAN

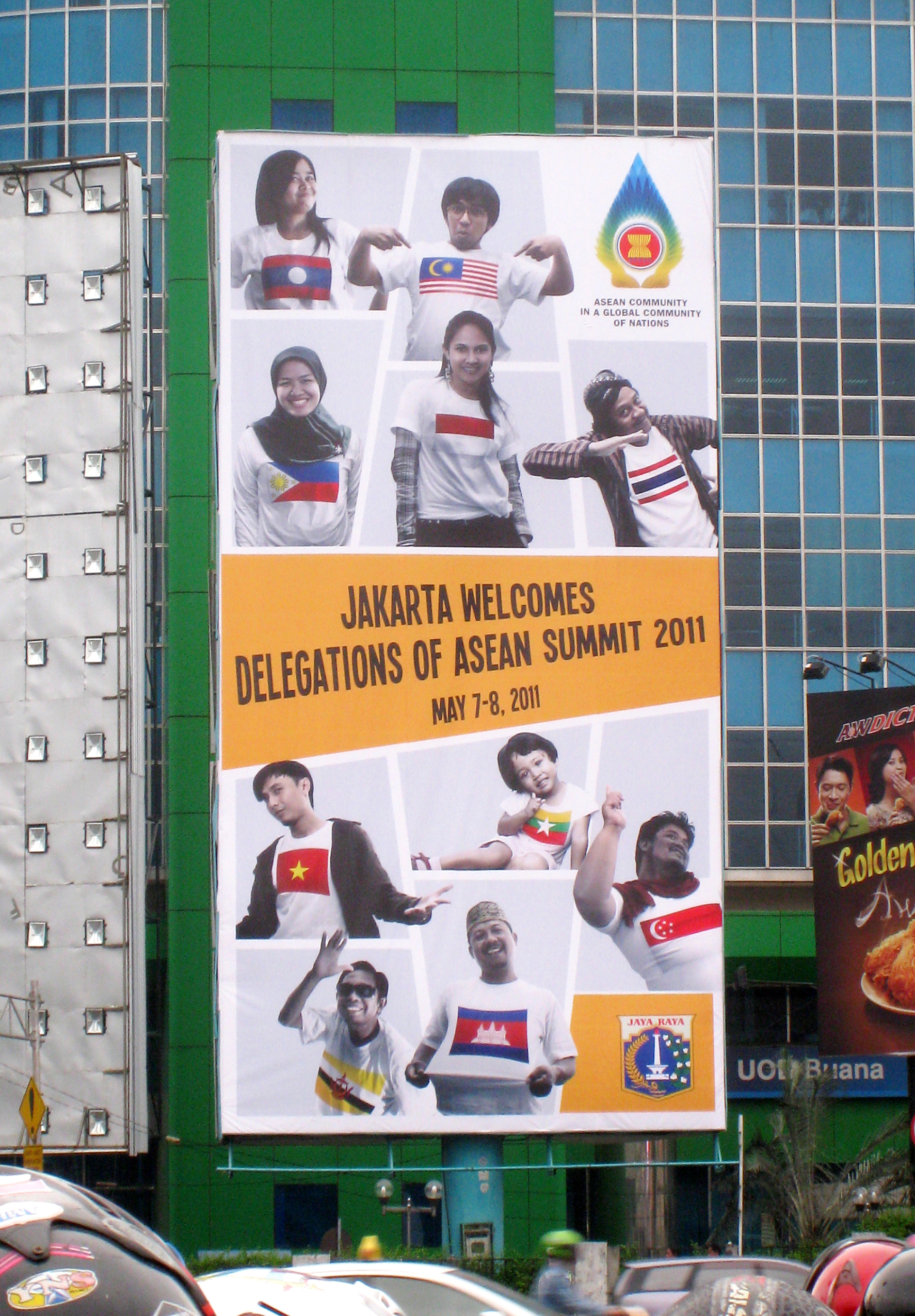
Một biểu ngữ chào mừng Hội nghị cấp cao ASEAN 2011 tại Jakarta

Tổ chức này tổ chức các cuộc họp, được gọi là Hội nghị cấp cao ASEAN, nơi các nguyên thủ quốc gia của mỗi thành viên gặp mặt để thảo luận và giải quyết các vấn đề khu vực, cũng như để tổ chức các cuộc hội họp khác với các nước bên ngoài khối với mục đích thúc đẩy quan hệ bên ngoài.
Hội nghị cấp cao Chính thức các nhà Lãnh đạo ASEAN được tổ chức lần đầu tại Bali, Indonesia năm 1976. Cuộc họp thứ ba được tổ chức tại Manila năm 1987 và trong cuộc họp này, các lãnh đạo đã quyết định sẽ gặp nhau năm năm một lần. Sau đó, hội nghị cấp cao thứ tư được tổ chức tại Singapore năm 1992 nơi các nhà lãnh đạo lại đồng ý sẽ gặp gỡ thường xuyên hơn, quyết định tổ chức hội nghị cấp cao ba năm một lần. Năm 2001, họ quyết định gặp nhau hàng năm để giải quyết các vấn đề cấp bách ảnh hưởng tới khu vực. Các quốc gia thành viên được sắp xếp đứng ra tổ chức hội nghị cấp cao theo tên nước trong bảng chữ cái ngoại trừ Myanmar vốn đã từ bỏ quyền đăng cai hội nghị năm 2006 của mình vào năm 2004 vì áp lực từ Hoa Kỳ và Liên minh châu Âu.
Tới tháng 12 năm 2008, Hiến chương ASEAN bắt đầu có hiệu lực và cùng với nó, Hội nghị cấp cao ASEAN sẽ được tổ chức 2 lần/năm.
Cuộc họp cấp cao chính thức diễn ra trong ba ngày. Chương trình nghị sự như sau:
- Lãnh đạo các quốc gia thành viên sẽ tổ chức một cuộc họp nội bộ tổ chức.
- Lãnh đạo các quốc gia thành viên sẽ tổ chức một hội thảo cùng với các ngoại trưởng của Diễn đàn Khu vực ASEAN.
- Một cuộc họp, được gọi là ASEAN+3, được tổ chức cho các lãnh đạo của ba Đối tác Đối thoại (Trung Quốc, Nhật Bản, Hàn Quốc)
- Một cuộc họp riêng rẽ, được gọi là ASEAN-CER, được tổ chức cho các lãnh đạo của hai Đối tác Đối thoại khác (Úc, New Zealand).[cần dẫn nguồn]

Hội nghị cấp cao ASEAN được tổ chức luân phiên giữa các quốc gia thành viên, và quốc gia nào tổ chức thường kiêm luôn chức Chủ tịch luân phiên ASEAN, thường là vị tổng thống hay thủ tướng quốc gia đó.
| Hội nghị Cấp cao Chính thức ASEAN | Hội nghị Cấp cao Chính thức ASEAN | Hội nghị Cấp cao Chính thức ASEAN | Hội nghị Cấp cao Chính thức ASEAN | Hội nghị Cấp cao Chính thức ASEAN |
| Kỳ | Ngày                              | Quốc gia tổ chức                  | Địa điểm                          | Chủ trì                           |
| --- | --------------------------------- | --------------------------------- | --------------------------------- | --------------------------------- |
| 1 | 23–24/02/1976                     | Indonesia                         | Bali                              | Suharto                           |
| 2 | 4–5/08/1977                       | Malaysia                          | Kuala Lumpur                      | Hussein Onn                       |
| 3 | 14–15/12/1987                     | Philippines                       | Manila                            | Corazon Aquino                    |
| 4 | 27‒29/01/1992                     | Singapore                         | Singapore                         | Ngô Tác Đống                      |
| 5 | 14‒15/12/1995                     | Thái Lan                          | Bangkok                           | Banharn Silpa-archa               |
| 6 | 15‒16/12/1998                     | Việt Nam                          | Hà Nội                            | Phan Văn Khải                     |
| 7 | 5‒6/11/ 2001                      | Brunei                            | Bandar Seri Begawan               | Hassanal Bolkiah                  |
| 8 | 4‒5/11/ 2002                      | Campuchia                         | Phnom Penh                        | Hun Sen                           |
| 9 | 7‒8/10/ 2003                      | Indonesia                         | Bali                              | Megawati Sukarnoputri             |
| 10 | 29‒30/11/2004                     | Lào                               | Vientiane                         | Bounnhang Vorachith               |
| 11 | 12‒14/12/2005                     | Malaysia                          | Kuala Lumpur                      | Abdullah Ahmad Badawi             |
| 12 | 11‒14/01/20071                    | Philippines2                      | Cebu                              | Gloria Macapagal-Arroyo           |
| 13 | 18‒22/11/2007                     | Singapore                         | Singapore                         | Lý Hiển Long                      |
| 143 | 27/02–01/03/2009 10–11/04/2009    | Thái Lan                          | Cha Am, Hua Hin Pattaya           | Abhisit Vejjajiva                 |
| 15 | 23/10/2009                        | Thái Lan                          | Cha Am, Hua Hin                   | Abhisit Vejjajiva                 |
| 16 | 08-09/04/2010                     | Việt Nam                          | Hà Nội                            | Nguyễn Tấn Dũng                   |
| 17 | 28-30/10/2010                     | Việt Nam                          | Hà Nội                            | Nguyễn Tấn Dũng                   |
| 18 | 7–8/05/2011                       | Indonesia4                        | Jakarta                           | Susilo Bambang Yudhoyono          |
| 19 | 14–19/11/2011                     | Indonesia4                        | Bali                              | Susilo Bambang Yudhoyono          |
| 20 | 03–04/04/2012                     | Campuchia                         | Phnom Penh                        | Hun Sen                           |
| 21 | 17–20/12/2012                     | Campuchia                         | Phnom Penh                        | Hun Sen                           |
| 22 | 24–25/04/2013                     | Brunei                            | Bandar Seri Begawan               | Hassanal Bolkiah                  |
| 23 | 9–10/12/2013                      | Brunei                            | Bandar Seri Begawan               | Hassanal Bolkiah                  |
| 24 | 10–11/05/2014                     | Myanmar                           | Nay Pyi Taw                       | Thein Sein                        |
| 25 | 10–12/11/2014                     | Myanmar                           | Nay Pyi Taw                       | Thein Sein                        |
| 26 | 26‒27/04/2015                     | Malaysia                          | Langkawi                          | Najib Razak                       |
| 27 | 18–22/11/2015                     | Malaysia                          | Kuala Lumpur                      | Najib Razak                       |
| 28 | 6–8/9/2016                        | Lào                               | Vientiane                         | Thongloun Sisoulith               |
| 29 | 6–8/9/2016                        | Lào                               | Vientiane                         | Thongloun Sisoulith               |
| 30 | 28-29/4/2017                      | Philippines                       | Metro Manila                      | Rodrigo Duterte                   |
| 31 | 13-14/11/2017                     | Philippines                       | Pampanga                          | Rodrigo Duterte                   |
| 32 | 27-28/04/2018                     | Singapore                         | Singapore                         | Lý Hiển Long                      |
| 33 | 13-15/11/2018                     | Singapore                         | Singapore                         | Lý Hiển Long                      |
| 34 | 20–23/6/2019                      | Thái Lan                          | Bangkok                           | Prayut Chan-o-cha                 |
| 35 | 31/10-4/11/2019                   | Thái Lan                          | Bangkok                           | Prayut Chan-o-cha                 |
| 365 | 26/6/2020                         | Việt Nam                          | Hà Nội                            | Nguyễn Xuân Phúc                  |
| 375 | 12–15/11/2020                     | Việt Nam                          | Hà Nội                            | Nguyễn Xuân Phúc                  |
| 385 6 | 26–28/10/2021                     | Brunei                            | Bandar Seri Begawan               | Hassanal Bolkiah                  |
| 395 6 | 26–28/10/2021                     | Brunei                            | Bandar Seri Begawan               | Hassanal Bolkiah                  |
| 406 | 10–13/11/2022                     | Campuchia                         | Phnom Penh                        | Hun Sen                           |
| 416 | 10–13/11/2022                     | Campuchia                         | Phnom Penh                        | Hun Sen                           |
| 42 | 9–11/5/2023                       | Indonesia                         | Labuan Bajo                       | Joko Widodo                       |
| 43 | 5–7/9/2023                        | Indonesia                         | Labuan Bajo                       | Joko Widodo                       |
| 1 Bị trì hoãn từ 10‒14 tháng 12 năm 2006 vì Bão Seniang. |                                   |                                   |                                   |                                   |
| 2 đăng cai tổ chức bởi Myanmar rút lui bởi áp lực mạnh từ phía Hoa Kỳ và EU |                                   |                                   |                                   |                                   |
| 3 Hội nghị Cấp cao này gồm hai phần. Phần đầu được dời từ 12‒17 tháng 12 năm 2008 vì cuộc khủng hoảng chính trị Thái Lan năm 2008. Phần thứ hai bị huỷ bỏ ngày 11 tháng 4 vì những người biểu tình tràn vào nơi tổ chức hội nghị. |                                   |                                   |                                   |                                   |
| 4 Indonesia tổ chức hai lần liên tiếp bằng cách đổi năm với Brunei, vì nước này sẽ đăng cai APEC (và khả năng đăng cai hội nghị G20, mặc dù cuối cùng lại thuộc về Nga) vào năm 2013.                                             |                                   |                                   |                                   |                                   |
| 5 Hội nghị được tổ chức họp trực tuyến do ảnh hưởng của đại dịch COVID-19. |                                   |                                   |                                   |                                   |
| 6 Myanmar đã quyết định không tham dự Hội nghị Cấp cao ASEAN lần thứ 38, 39, 40 và 41 sau khi các nhà lãnh đạo quân sự của nước này bị cấm tham dự sau cuộc đảo chính và biểu tình năm 2021 ở Myanmar.                            |                                   |                                   |                                   |                                   |

Trong cuộc họp cấp cao thứ năm tại Bangkok, các lãnh đạo đã quyết định gặp gỡ "không chính thức" với nhau trong mỗi hội nghị chính thức:
| Hội nghị Cấp cao ASEAN không chính thức | Hội nghị Cấp cao ASEAN không chính thức | Hội nghị Cấp cao ASEAN không chính thức | Hội nghị Cấp cao ASEAN không chính thức | Hội nghị Cấp cao ASEAN không chính thức |
| Kỳ                                      | Ngày                                    | Quốc gia tổ chức                        | Địa điểm                                | Chủ trì                                 |
| --------------------------------------- | --------------------------------------- | --------------------------------------- | --------------------------------------- | --------------------------------------- |
| 1                                       | 30/11/1996                              | Indonesia                               | Jakarta                                 | Suharto                                 |
| 2                                       | 14‒16/12/1997                           | Malaysia                                | Kuala Lumpur                            | Mahathir Mohamad                        |
| 4                                       | 27‒28/11/1999                           | Philippines                             | Pasay                                   | Joseph Estrada                          |
| 5                                       | 22‒25/11/2000                           | Singapore                               | Singapore                               | Ngô Tác Đống                            |

Năm 2020, trong năm đảm nhiệm vai trò Chủ tịch luân phiên ASEAN, Việt Nam đã đăng cai tổ chức Hội nghị Cấp cao đặc biệt ASEAN và Hội nghị Cấp cao ASEAN+3 Đặc biệt nhằm bàn luận về vấn đề dịch bệnh COVID-19 đang diễn biến phức tạp.
| Hội nghị Cấp cao đặc biệt ASEAN                 | Hội nghị Cấp cao đặc biệt ASEAN | Hội nghị Cấp cao đặc biệt ASEAN | Hội nghị Cấp cao đặc biệt ASEAN | Hội nghị Cấp cao đặc biệt ASEAN |
| Tên                                             | Ngày                            | Quốc gia tổ chức                | Địa điểm                        | Chủ trì                         |
| ----------------------------------------------- | ------------------------------- | ------------------------------- | ------------------------------- | ------------------------------- |
| Hội nghị Cấp cao đặc biệt của ASEAN về COVID-19 | 14/04/2020                      | Việt Nam                        | Hà Nội                          | Nguyễn Xuân Phúc                |

### Hội nghị cấp cao Đông Á

Các bên tham gia Hội nghị cấp cao Đông Á:
ASEAN
ASEAN+3
Các thành viên khác
Quan sát viên

Hội nghị cấp cao Đông Á hay Hội nghị Thượng đỉnh Đông Á (EAS) là một diễn đàn liên châu Á được các lãnh đạo 16 quốc gia Đông Á và khu vực tổ chức hàng năm, với ASEAN có một lập trường chỉ đạo chung. Hội nghị cấp cao thảo luận các vấn đề gồm thương mại, năng lượng và an ninh và hội nghị cấp cao có một vai trò trong việc xây dựng cộng đồng vùng.
Các thành viên của hội nghị gồm 10 quốc gia thành viên ASEAN cùng với Trung Quốc, Nhật Bản, Hàn Quốc, Ấn Độ, Úc và New Zealand tổng cộng chiếm tới gần một nửa dân số thế giới. Nga cũng đã xin gia nhập làm thành viên cuộc họp cấp cao vào năm 2005 là một khách mời cho EAS Đầu tiên theo lời mời của nước chủ nhà - Malaysia.
Hội nghị cấp cao đầu tiên được tổ chức tại Kuala Lumpur ngày 14 tháng 12 năm 2005 và các cuộc họp sau đó được tổ chức sau cuộc gặp gỡ hàng năm của các lãnh đạo ASEAN.
| Hội nghị     | Quốc gia    | Địa điểm          | Ngày       | Ghi chú |
| ------------ | ----------- | ----------------- | ---------- | --- |
| EAS Đầu tiên | Malaysia    | Kuala Lumpur      | 14/12/2005 | Nga tham gia với tư cách khách mời. |
| EAS Thứ hai  | Philippines | Thành phố Cebu    | 15/1/2007  | Được định chương trình lại từ ngày 13 tháng 12 năm 2006. Tuyên bố Cebu về An ninh Năng lượng Đông Á |
| EAS Thứ ba   | Singapore   | Singapore         | 21/11/2007 | Tuyên bố Singapore về Thay đổi Khí hậu, Năng lượng và Môi trường Đồng ý thành lập Viện Nghiên cứu Kinh tế ASEAN và Đông Á |
| EAS Thứ tư   | Thái Lan    | Cha-am và Hua Hin | 25/10/2009 | Ngày và địa điểm tổ chức được dời lại nhiều lần, và sau đó một Hội nghị cấp cao được lên kế hoạch ngày 12 tháng 4 năm 2009 tại Pattaya, Thái Lan đã bị huỷ bỏ vì những người biểu tình tràn vào nơi tổ chức. Hội nghị cấp cao sau đó được dời tới tháng 10 năm 2009 và lại chuyển địa điểm từ Phuket tới Cha-am và Hua Hin. |

### Hội nghị Thượng đỉnh kỷ niệm
Một hội nghị thượng đỉnh kỷ niệm là một hội nghị do một quốc gia không thuộc ASEAN tổ chức để đánh dấu một dịp kỷ niệm ngày thiết lập quan hệ giữa ASEAN và quốc gia tổ chức. Quốc gia tổ chức mời các lãnh đạo chính phủ các quốc gia thành viên ASEAN tới để thảo luận tương lai của việc hợp tác và đối tác.
| Cuộc họp                                        | Chủ nhà    | Địa điểm | Ngày             | Ghi chú |
| ----------------------------------------------- | ---------- | -------- | ---------------- | --- |
| Hội nghị Thượng đỉnh Kỷ niệm ASEAN – Nhật Bản   | Nhật Bản   | Tokyo    | 11 và 12/12/2003 | Để kỷ niệm lần thứ 30 ngày thành lập quan hệ ASEAN và Nhật Bản. Hội nghị thượng đỉnh này cũng đáng chú ý bởi là hội nghị thượng đỉnh đầu tiên của ASEAN được tổ chức bên ngoài ASEAN và một quốc gia phi ASEAN bên ngoài vùng. |
| Hội nghị Thượng đỉnh kỷ niệm ASEAN – Trung Quốc | Trung Quốc | Nam Ninh | 30 và 31/10/2006 | Để kỷ niệm lần thứ 15 ngày thiết lập quan hệ ASEAN và Trung Quốc |
| Hội nghị Thượng đỉnh Kỷ niệm ASEAN – Hàn Quốc   | Hàn Quốc   | Jeju     | 1 và 2/6/2009    | Để kỷ niệm lần thứ 20 ngày thiết lập quan hệ giữa ASEAN và Hàn Quốc |

### Diễn đàn Khu vực
Diễn đàn Khu vực ASEAN (ARF) là một cuộc đối thoại chính thức, đa bên trong vùng châu Á ‒ Thái Bình Dương. Tới thời điểm tháng 7 năm 2007, nó gồm 27 bên tham gia. Các mục tiêu của ARF là khuyến khích đối thoại và tham vấn, và thúc đẩy xây dựng lòng tin và chính sách ngoại giao ngăn chặn trong khu vực. ARF được tổ chức lần đầu năm 1994. Các bên tham gia ARF hiện tại như sau: toàn bộ thành viên ASEAN, Úc, Bangladesh, Canada, Cộng hoà Nhân dân Trung Hoa, Liên minh châu Âu, Ấn Độ, Nhật Bản, Bắc Triều Tiên, Hàn Quốc, Mông Cổ, New Zealand, Pakistan, Papua New Guinea, Nga, Đông Timor, Hoa Kỳ và Sri Lanka. Trung Hoa Dân Quốc (cũng gọi là Đài Loan) đã bị trục xuất từ khi ARF thành lập, và các vấn đề về Eo biển Đài Loan không được thảo luận tại các cuộc họp của ARF cũng như được đề cập tới trong Tuyên bố của Chủ tịch ARF.

### Các cuộc gặp khác
Ngoài các cuộc họp ở trên, các cuộc họp thường xuyên khác cũng được tổ chức. Chúng bao gồm Cuộc họp Bộ trưởng ASEAN Thường niên cũng như các uỷ ban nhỏ hơn khác, như Trung tâm Phát triển Nghề cá Đông Nam Á. Các cuộc họp tập trung vào các chủ đề riêng biệt, như quốc phòng hay môi trường, và do các Bộ trưởng, thay vì các nguyên thủ quốc gia tham dự.

#### Cộng Ba
ASEAN+3 là một cuộc họp giữa ASEAN, Trung Quốc, Nhật Bản và Hàn Quốc, và chủ yếu được tổ chức trong mỗi kỳ họp cấp cao ASEAN.

#### Diễn đàn Hợp tác Á–Âu
Diễn đàn Hợp tác Á-Âu (ASEM) là một quá trình đối thoại không chính thức được đưa ra sáng kiến năm 1996 với mục tiêu tăng cường hợp tác giữa các quốc gia châu Á và châu Âu, đặc biệt giữa các thành viên Liên minh châu Âu và ASEAN. ASEAN, được đại diện bởi vị Tổng thư ký của mình, là một trong 45 đối tác ASEM. Họ cũng chỉ định một đại diện trong ban quản lý Quỹ Á-Âu (ASEF), một tổ chức văn hoá xã hội gắn liền với cuộc Gặp gỡ.

#### Hội nghị Thượng đỉnh ASEAN – Nga
Hội nghị Thượng đỉnh ASEAN-Nga là một cuộc gặp gỡ hàng năm giữa các lãnh đạo các quốc gia thành viên và Tổng thống Nga.

## Ba trụ cột Cộng đồng ASEAN

### Cộng đồng Kinh tế ASEAN (AEC)
ASEAN đã nhấn mạnh trên việc hợp tác khu vực trong "ba trụ cột" về an ninh, văn hoá xã hội và hội nhập kinh tế. Các nhóm khu vực đã có những thành quả lớn nhất trong hội nhập kinh tế, với mục tiêu tạo lập một Cộng đồng Kinh tế ASEAN (AEC) vào năm 2015.

#### Khu vực Tự do Thương mại
Nền tảng của AEC là Khu vực Tự do Thương mại ASEAN (AFTA), một kế hoạch thuế xuất ưu đãi bên ngoài chung để khuyến khích dòng chảy tự do của hàng hoá bên trong ASEAN. Khu vực Tự do Thương mại ASEAN (AFTA) là một thoả thuận của các quốc gia thành viên ASEAN liên quan tới chế tạo địa phương tại mọi quốc gia ASEAN. Thoả thuận AFTA được ký ngày 28 tháng 1 năm 1992 tại Singapore. Khi thoả thuận AFTA được ký lần đầu tiên, ASEAN có sáu thành viên là Brunei, Indonesia, Malaysia, Philippines, Singapore và Thái Lan. Việt Nam gia nhập năm 1995, Lào và Myanmar năm 1997, và Campuchia năm 1999. Những thành viên gia nhập sau vẫn chưa đáp ứng đầy đủ các quy định của AFTA, nhưng họ đã chính thức được coi là một phần của AFTA khi họ bị yêu cầu ký thoả thuận này khi gia nhập vào ASEAN, và được trao các khung thời gian dài hơn để đạt tới các quy định về miễn giảm thuế của AFTA.

#### Khu vực Đầu tư Toàn diện
Khu vực Đầu tư Toàn diện ASEAN (ACIA) sẽ khuyến khích dòng chảy tự do của đầu tư bên trong ASEAN. Các nguyên tắc chính của ACIA như sau
- Mọi ngành công nghiệp đều phải được mở cửa cho đầu tư, ngoại trừ những ngành sẽ từ từ bị loại bỏ theo lộ trình
- Quy tắc đối xử quốc gia được trao ngay lập tức cho các nhà đầu tư ASEAN với ít ngoại lệ
- Hạn chế ngăn trở đầu tư
- Hợp lý hoá quá trình và các thủ tục đầu tư.
- Tăng cường minh bạch
- Tiến hành các biện pháp khuyến khích đầu tư

Việc thực hiện đầy đủ ACIA với việc loại bỏ các danh sách ngoại lệ hiện tại trong chế biến nông nghiệp, đánh cá, lâm nghiệp và khai thác mỏ được quy định vào năm 2010 cho hầu hết thành viên ASEAN và năm 2015 cho Campuchia, Lào, Myanmar và Việt Nam.

#### Thương mại trong Dịch vụ
Một Thoả thuận Khung của ASEAN về Thương mại trong Dịch vụ được thông qua tại Hội nghị cấp cao ASEAN tại Bangkok tháng 12 năm 1995. Theo AFAS, các quốc gia thành viên ASEAN tham gia vào các vòng đàm phán tự do hoá thương mại trong dịch vụ liên tục này với mục tiêu ngày càng tạo ra các cam kết cấp độ cao hơn. Các cuộc đàm phán đã dẫn tới các cam kết đặt ra các lộ trình cho các cam kết cụ thể là một bộ phận của Thoả thuận Khung. Các lộ trình thường được gọi là các gói cam kết dịch vụ. Hiện tại, ASEAN đã ký kết bảy gói cam kết theo AFAS.

#### Thị trường hàng không duy nhất
Thị trường Hàng không Duy nhất ASEAN (SAM), do Nhóm Làm việc Vận tải Hàng không ASEAN đệ trình, được Cuộc họp các Quan chức Vận tải Cao cấp ASEAN ủng hộ, và được các Bộ trưởng Vận tải ASEAN xác nhận, sẽ đưa ra một thoả thuận bầu trời mở cho khu vực vào năm 2015. ASEAN SAM được mong đợi sẽ hoàn toàn tự do hoá đi lại bằng đường hàng không giữa các quốc gia thành viên, cho phép ASEAN được hưởng lợi ích trực tiếp từ sự tăng trưởng giao thông đường không trên thế giới, và cũng tự do hoá cho các dòng chảy du lịch, thương mại, đầu tư và dịch vụ giữa các quốc gia thành viên. Bắt đầu từ ngày 1 tháng 12 năm 2008, những hạn chế trên các quyền tự do hàng không thứ ba và thứ tư giữa các thành phố thủ đô của các quốc gia thành viên về dịch vụ chở khách đường không sẽ bị xoá bỏ, trong khi đó từ ngày 1 tháng 1 năm 2009, sẽ có sự tự do hoá hoàn toàn trong việc chuyên chở hàng hoá bằng hàng không trong khu vực Tới ngày 1 tháng 1 năm 2011, quyền tự do lưu thông thứ năm giữa mọi thành phố thủ đô sẽ được tự do hoá.

#### Các thoả thuận tự do thương mại với các quốc gia khác
ASEAN đã ký kết các thoả thuận tự do thương mại với Trung Quốc, Hàn Quốc, Nhật Bản, Úc, New Zealand và gần đây nhất là Ấn Độ. Ngoài ra, hiện nay tổ chức này đang đàm phán thoả thuận tự do thương mại với Liên minh châu Âu. Đài Loan cũng đã thể hiện sự quan tâm tới một thoả thuận với ASEAN nhưng cần vượt qua những trở ngại về ngoại giao từ Trung Quốc.

## Hiến chương Asean
Ngày 15 tháng 12 năm 2008 các thành viên ASEAN gặp gỡ tại thủ đô Jakarta của Indonesia để đưa ra một hiến chương, được ký kết tháng 11 năm 2007, với mục tiêu tiến gần hơn tới "một cộng đồng kiểu Liên minh châu Âu". Hiến chương biến ASEAN thành một thực thể pháp lý và các mục tiêu tạo lập một khu vực tự do thương mại duy nhất cho khu vực gồm 500 triệu dân. Tổng thống Indonesia Susilo Bambang Yudhoyono đã nói rằng "Đây là một sự phát triển quan trọng khi ASEAN đang đoàn kết, hội nhập và biến mình thành một cộng đồng. Nó đã được hoàn thành khi ASEAN tìm kiếm một vai trò tích cực hơn trong các vấn đề châu Á và quốc tế ở thời điểm khi hệ thống thế giới đang trải qua một sự thay đổi chấn động" ông thêm, đề cập tới sự thay đổi khi hậu và dịch chuyển kinh tế. "Đông Nam Á không còn là một vùng bị chia rẽ, bị chiến tranh tàn phá như trong thập niên 1960 và 1970". Các nguyên tắc nền tảng bao gồm:
- a) Tôn trọng độc lập, chủ quyền, bình đẳng sự toàn vẹn lãnh thổ và bản sắc quốc gia của mọi quốc gia thành viên ASEAN;
- b) Có chung cam kết và trách nhiệm trong việc tăng cường hoà bình khu vực, an ninh và thịnh vượng;
- c) Bác bỏ sự gây hấn và đe dọa sử dụng vũ lực hay các hành động khác theo bất kỳ cách nào không thích hợp với luật pháp quốc tế;
- d) Dựa trên sự giải quyết hoà bình các tranh chấp;
- e) Không can thiệp vào công việc nội bộ của các quốc gia thành viên ASEAN;
- f) Tôn trọng quyền của mọi Quốc gia bảo đảm sự tồn tại của mình và không bị sự can thiệp, lật đổ hay ép buộc từ bên ngoài;
- g) Tăng cường tham vấn về những vấn đề ảnh hưởng nghiêm trọng tới lợi ích chung của ASEAN;
- h) Trung thành với sự cai trị của pháp luật, quản lý tốt, các nguyên tắc dân chủ và định chế chính phủ;
- i) Tôn trọng các quyền tự do nền tảng, khuyến khích và bảo vệ nhân quyền, và khuyến khích công bằng xã hội;
- j) Tán thành Hiến chương Liên hiệp quốc và luật pháp quốc tế, gồm cả luật nhân đạo quốc tế, đã được tán thành bởi các quốc gia thành viên ASEAN;
- k) Tránh tham gia vào bất kỳ chính sách hay hoạt động nào, gồm cả việc sử dụng lãnh thổ của mình, được theo đuổi bởi một quốc gia thành viên hay không phải là thành viên của ASEAN hay bất kỳ một bên phi quốc gia nào, đe doạ chủ quyền, toàn vẹn lãnh thổ hay sự ổn định kinh tế chính trị của các quốc gia thành viên ASEAN;
- l) Tôn trọng những sự khác biệt văn hoá, ngôn ngữ và tôn giáo của người dân ASEAN, trong khi nhấn mạnh những giá trị chung theo tin thần thống nhất trong đa dạng;
- m) Thúc đẩy hình thành một ASEAN hướng về nhân dân, trong đó khuyến khích mọi thành phần xã hội tham gia và hưởng lợi từ tiến trình liên kết và xây dựng cộng đồng ASEAN;
- n) Tôn trọng các quy định thương mại đa bên và các quy định của ASEAN dựa trên các chế độ cho sự áp dụng hiệu quả các cam kết kinh tế và dần giảm bớt hướng tới loại bỏ tất cả các rào cản với sự hội nhập kinh tế của khu vực, trong một nền kinh tế định hướng thị trường".[70]

Tuy nhiên, cuộc khủng hoảng tài chính thế giới đang diễn ra đã được coi như một mối đe doạ với những mục tiêu của bản hiến chương, và cũng đặt ra ý tưởng về một cơ cấu nhân quyền sẽ được đàm phán trong cuộc hội nghị cấp cao sắp tới vào tháng 2 năm 2009. Đề xuất này đã gây ra tranh cãi, bởi cơ quan này sẽ không có quyền áp đặt cấm vận hay trừng phạt các quốc gia vi phạm vào quyền của công dân nước mình và vì thế sẽ không có nhiều hiệu quả.

## Các hoạt động văn hoá
ASEAN có tổ chức các hoạt động văn hoá trong một nỗ lực nhằm hội nhập hơn nữa cho khu vực. Chúng gồm các hoạt động thể thao và giáo dục cũng như các giải thưởng văn chương. Các ví dụ gồm Mạng lưới Trường đại học ASEAN, Trung tâm Đa dạng sinh học ASEAN, Giải thưởng Nhà khoa học và Nhà kỹ thuật Xuất sắc ASEAN, cuộc thi hoa hậu Kinh đô Asean 2020 và Học bổng ASEAN do Singapore tài trợ.

### S.E.A. Write Award
Giải thưởng Văn học Đông Nam Á (S.E.A. Write Award) là một giải thưởng văn học được trao hàng năm cho các nhà văn và nhà thơ Đông Nam Á từ năm 1979. Giải thưởng này hoặc được trao cho một tác phẩm riêng biệt hay như một sự công nhận với thành tựu cả đời của một nhà văn. Các tác phẩm được trao giải rất đa dạng và gồm cả thi ca, truyện ngắn, tiểu thuyết, kịch bản sân khấu, dân gian cũng như các tác phẩm hàn lâm và tôn giáo. Các buổi lễ được tổ chức tại Bangkok và được chủ trì bởi một thành viên của gia đình hoàng gia Thái Lan.

### ASAIHL
ASAIHL hay Hiệp hội các Định chế Cao học Đông Nam Á là một tổ chức phi chính phủ được thành lập năm 1956 với mục tiêu tăng cường các định chế cao học, đặc biệt trong giảng dạy, nghiên cứu, và dịch vụ công, với tham vọng tạo ra một bản sắc khu vực và sự phụ thuộc lẫn nhau.

### Các di sản vườn quốc gia
Các Vườn quốc gia Di sản ASEAN là một danh sách các vườn quốc gia được đưa ra năm 1984 và được sửa đổi năm 2004. Nó có mục đích bảo vệ các tài nguyên tự nhiên trong khu vực. Hiện có 35 khu vực như thế đang được bảo tồn, gồm Vườn Đá ngầm Biển Tubbataha và Vườn Quốc gia Kinabalu.
| Địa điểm Di sản ASEAN                           | Địa điểm Di sản ASEAN | Địa điểm Di sản ASEAN                   | Địa điểm Di sản ASEAN |
| Địa điểm                                        | Quốc gia              | Địa điểm                                | Quốc gia              |
| ----------------------------------------------- | --------------------- | --------------------------------------- | --------------------- |
| Vườn Quốc gia Alaungdaw Kathapa                 | Myanmar               | Vườn Quốc gia Biển Ao Phang-nga         | Thái Lan              |
| Vườn Tự nhiên Apo                               | Philippines           | Vườn Quốc gia Ba Bể                     | Việt Nam              |
| Vườn Quốc gia Bukit Barisan Selatan             | Indonesia             | Vườn Quốc gia Gunung Leuser             | Indonesia             |
| Vườn Quốc gia Gunung Mulu                       | Malaysia              | Vịnh Hạ Long                            | Việt Nam              |
| Vườn quốc gia Hoàng Liên                        | Việt Nam              | Vườn Quốc gia Iglit-Baco                | Philippines           |
| Khu bảo tồn Hoang dã Hồ Indawgyi                | Myanmar               | Khu bảo tồn Hoang dã Hồ Inlé            | Myanmar               |
| Vườn Quốc gia Kaeng Krachan                     | Thái Lan              | Vườn Quốc gia Kerinci Seblat            | Indonesia             |
| Vườn Quốc gia Khakaborazi                       | Myanmar               | Vườn Quốc gia Khao Yai                  | Thái Lan              |
| Vườn Quốc gia Kinabalu                          | Malaysia              | Vườn Quốc gia Komodo                    | Indonesia             |
| Vườn quốc gia Kon Ka Kinh                       | Việt Nam              | Khu dự trữ Hoang dã Lampi Kyun          | Myanmar               |
| Vườn Quốc gia Lorentz                           | Indonesia             | Khu bảo tồn Hoang dã Meinmhala Kyun     | Myanmar               |
| Vườn Quốc gia Biển Mu Ko Surin-Mu Ko Similan    | Thái Lan              | Khu bảo tồn Nam Ha                      | Lào                   |
| Vườn Quốc gia Phong Nha – Kẻ Bàng               | Việt Nam              | Vườn Quốc gia Preah Monivong (Bokor)    | Campuchia             |
| Vườn Quốc gia Sông Puerto Princesa Subterranean | Philippines           | Khu bảo tồn Đầm lầy Sungei Buloh        | Singapore             |
| Vườn Quốc gia Taman Negara                      | Malaysia              | Vườn Quốc gia Biển Tarutao              | Thái Lan              |
| Khu bảo tồn Hoang dã Tasek Merimbun             | Brunei                | Vườn Quốc gia Thung Yai-Huay Kha Khaeng | Thái Lan              |
| Vườn Quốc gia Đá ngầm Tubbataha                 | Philippines           | Vườn Quốc gia Ujung Kulon               | Indonesia             |
| Vườn Quốc gia Virachey                          | Campuchia             | Keraton Yogyakarta                      | Indonesia             |

### Học bổng
Học bổng ASEAN là một chương trình học bổng của Singapore dành cho 9 quốc gia thành viên khác về giáo dục cấp ba, cao đẳng và đại học. Nó bao gồm nơi ăn ở, các lợi ích y tế và bảo hiểm, phí học tập và phí thi cử.

### Mạng lưới đại học
Mạng lưới Đại học ASEAN (AUN) là một tập hợp các trường đại học Đông Nam Á. Ban đầu nó được 11 trường đại học bên trong các quốc gia thành viên thành lập tháng 11 năm 1995. Hiện tại AUN gồm 21 trường đại học tham gia.

### Bài ca chính thức
- The ASEAN Way (Con đường ASEAN) - bài hát chính thức của khu vực ASEAN, âm nhạc của Kittikhun Sodprasert và Sampow Triudom  Thái Lan; Lời của Payom Valaiphatchra  Thái Lan.
- ASEAN Song of Unity hay ASEAN Hymn, âm nhạc của Ryan Cayabyab  Philippines.
- Let us move ahead, một bài hát ASEAN, sáng tác của Candra Darusman  Indonesia.

## Thể thao

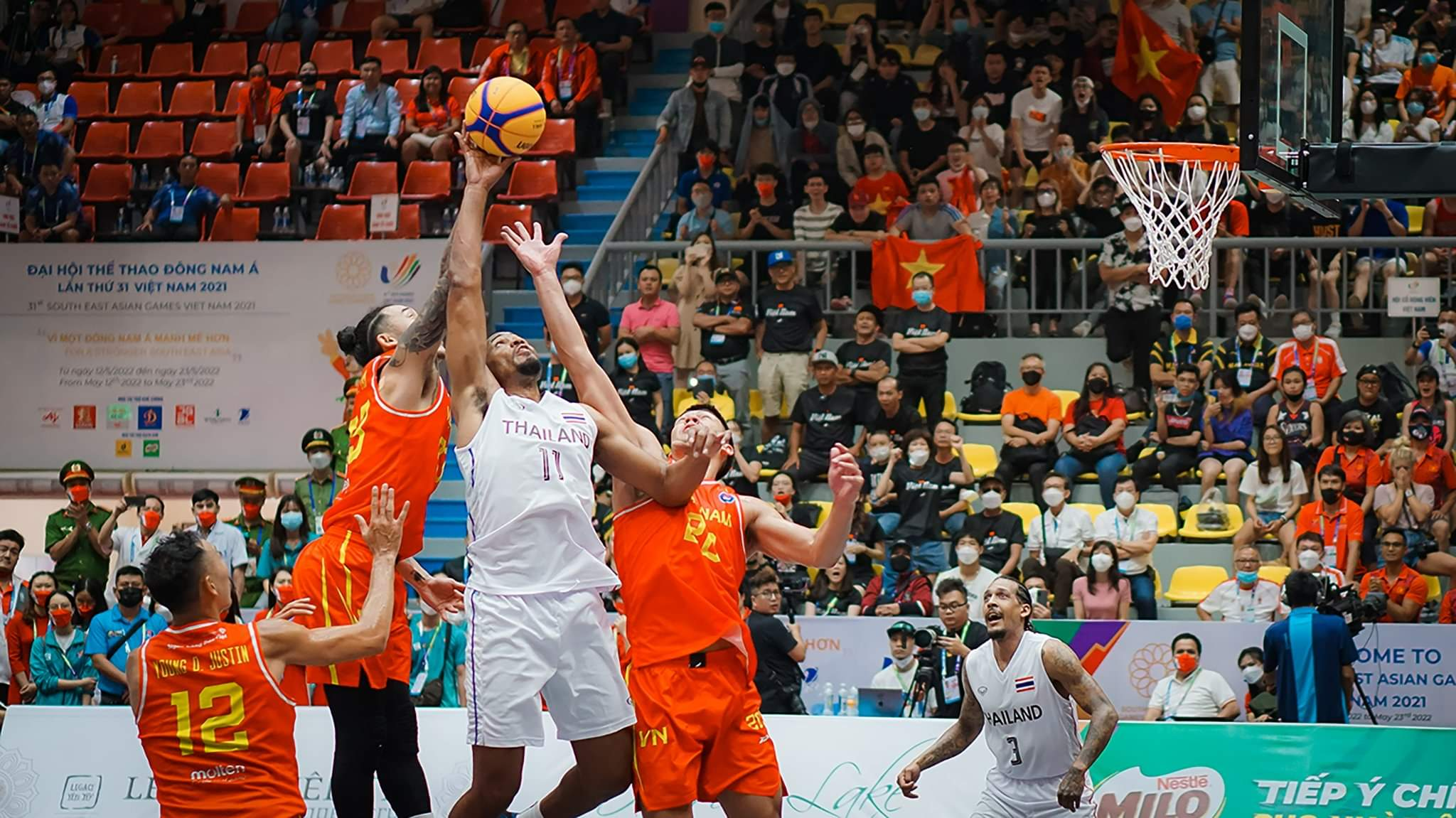
Thi đấu bóng rổ tại SEA Games 31

### SEA Games
Đại hội Thể thao Đông Nam Á (tiếng Anh: Southeast Asian Games), thường được gọi là SEA Games, là một sự kiện thể thao được tổ chức hai năm một lần với các vận động viên từ 11 quốc gia Đông Nam Á tham gia. Sự kiện này nằm dưới sự quản lý của Liên đoàn đại hội thể thao Đông Nam Á và dưới sự giám sát của Ủy ban Olympic Quốc tế (IOC) và Hội đồng Olympic châu Á.

### ASEAN Para Games
Đại hội Thể thao Người khuyết tật Đông Nam Á (tiếng Anh: ASEAN Para Games) là một sự kiện thể thao được tổ chức hai năm một lần sau mỗi kỳ SEA Games dành cho các vận động viên khuyết tật. Sự kiện này được các vận động viên của cả 11 quốc gia Đông Nam Á tham gia. ASEAN Para Games được tổ chức theo mô hình Paralympic Games, và dành cho các vận động viên khuyết tật về thể hình như khả năng vận động, khuyết tật thị giác, người mất chân tay và những người liệt não.

### AFF Championship
Giải vô địch bóng đá Đông Nam Á (tiếng Anh: AFF Championship) là một sự kiện bóng đá được tổ chức hai năm một lần bởi Liên đoàn bóng đá Đông Nam Á, được FIFA công nhận và với sự tham gia của các đội tuyển quốc gia Đông Nam Á. Giải đầu tiên tổ chức năm 1996 với tên gọi Tiger Cup, dưới sự tài trợ của Asia Pacific Breweries. Năm 2008, giải mang tên AFF Suzuki Cup, dưới sự tài trợ của Suzuki. Từ năm 2022, giải mang tên AFF Mitsubishi Electric Cup, dưới sự tài trợ của Mitsubishi Electric.

## Chỉ trích
Các quốc gia phương Tây đã chỉ trích ASEAN về cách tiếp cận quá mềm dẻo của họ trong việc khuyến khích dân chủ và nhân quyền ở Myanmar do một hội đồng quân sự điều hành. Dù có những lời lên án của quốc tế về vụ chính phủ sử dụng vũ lực đàn áp những người biểu tình hoà bình tại Yangon, ASEAN đã từ chối ngừng quy chế thành viên của Myanmar và cũng bác bỏ các đề xuất áp dụng trừng phạt kinh tế. Điều này đã gây nên những lo ngại khi Liên minh châu Âu, một đối tác thương mại tiềm năng, đã từ chối tiến hành các cuộc đàm phán tự do thương mại ở cấp vùng vì những lý do chính trị đó. Các nhà quan sát quốc tế coi tổ chức như một "nơi hội họp", ngụ ý rằng tổ chức này chỉ "mạnh miệng lên án mà ít hành động".
Tại cuộc họp Hội nghị cấp cao ASEAN lần thứ 12 ở Cebu, nhiều nhóm hoạt động đã tổ chức các cuộc tuần hành phản đối toàn cầu hoá và chống Arroyo. Theo các nhà hoạt động, lộ trình hội nhập kinh tế sẽ có ảnh hưởng xấu tới các ngành công nghiệp của Philippines và sẽ khiến hàng nghìn người Philippines mất việc. Họ cũng coi tổ chức như một tổ chức đế quốc đe dọa tới chủ quyền quốc gia. Một luật sư nhân quyền từ New Zealand cũng đã đệ trình bản phản đối về tình hình nhân quyền trong vùng nói chung.

### Tổ chức
- ASEAN Secretariat Lưu trữ ngày 26 tháng 8 năm 2009 tại Wayback Machine Truy cập 13 tháng 3 năm 2007.
  - The ASEAN Charter Lưu trữ ngày 23 tháng 9 năm 2015 tại Wayback Machine 1/2008
- ASEAN Regional Forum Lưu trữ ngày 25 tháng 7 năm 2013 tại Wayback Machine Truy cập 13 tháng 3 năm 2007.
- BBC Country Profile/Asean Truy cập 13 tháng 3 năm 2007.

### Các hội nghị cấp cao
- 14th ASEAN Summit
- 13th ASEAN Summit Lưu trữ ngày 14 tháng 10 năm 2007 tại Wayback Machine Singapore official site. Truy cập 16 tháng 9 năm 2007.
- 12th ASEAN Summit Truy cập 13 tháng 3 năm 2007.
- 11th ASEAN Summit Lưu trữ ngày 21 tháng 6 năm 2018 tại Wayback Machine 12 December-14, 2005, Kuala Lumpur, Malaysia official site. Truy cập 13 tháng 3 năm 2007.
- 11th ASEAN Summit Lưu trữ ngày 13 tháng 2 năm 2006 tại Wayback Machine 12 December–14, 2005, Kuala Lumpur, Malaysia. Truy cập 13 tháng 3 năm 2007.

### Các tổ chức của ASEAN
- ASEAN official directory of ASEAN organisations
- ASEAN Architect Lưu trữ ngày 7 tháng 8 năm 2009 tại Wayback Machine
- ASEAN Law Association
- ASEAN Ports Association Lưu trữ ngày 27 tháng 1 năm 2013 tại Wayback Machine
- US-ASEAN Business Council